# Наталия Партика
Наталия Дорота Партѝка (на полски: Natalia Dorota Partyka) е полска състезателка по тенис на маса. Родена е без дясна китка и предмишница, тя участва в състезания както за здрави спортисти, така и за спортисти с увреждания. На летните олимпийски игри в Лондон 2012 г. Партика достига 1/32 финалите по тенис на маса за жени. Най-високото ѝ класиране e 48-о място през май 2010 Висока е 1, 73 см.

## Биография
Родена е на 27 юли 1989 г. в Гданск, Полша. Партика започва да играе тенис на маса още на 7 години. Печели първия си медал от международно състезание по тенис на маса през 1999 г. на Световния шампионат за хора с увреждания. На 11 години се състезава на Летните параолимпийски игри в Сидни, Австралия и става най-младия параолимпиец. През 2004 г. тя печели златен медал на сингъл и сребърен отборно на параолимпийските игри в Атина. През същата година печели два златни медала на Европейското първенство за кадети, което е открито и за здрави спортисти. През 2006 г. Партика печели три златни медала от Европейския параолимпийски шампионат, един златен и два сребърни медала от Световния шампионат по тенис на маса за хора с увреждания, провеждан от Международния параолимпийски комитет и един сребърен медал отборно на Европейското първенство за юноши. Освен това печели два сребърни и един бронзов медал в същото състезание, но през 2007 г. Пак през тази година Партика печели три златни медала на Европейския параолимпийски шампионат и бронзов на Световния юношески шампионат.

## Представяне на олимпийски и параолимпийски игри
Партика се състезава за полша на Летните олимпийски и Летните параолимпийски игри в Пекин. Това я прави една от общо 2 спортисти, които се състезават и на двата типа олимпийски игри, като другата е плувкинята Натали дьо Туа. Това са третите параолимпийски игри на Партика и първите олимпийски игри. Тя се състезава в клас 10 на олимпийските игри в Пекин и печели златен медал, побеждавайки на финала китайката Фан Лей с три на нула сета.
През 2008 г. печели златен медал на сингъл и сребърен медал отборно на параолимпийските игри в Пекин, повтаряйки резултата си от параолимпийските игри в Атина.
Тя се състезава на за Полша на летните параолимпийски и олимпийски игри в Лондон през 2012 г. На олимпийските игри участва на сингъл. На 8 септември 2012 г. печели бронзов медал в отборното класиране в 6 – 10 след като отбора на Полша с нейно участие побеждава Франция с 3 – 2. Тя печели златен медал и на параолимпийските игри в Рио де Жанейро.

## Награди и признания
За спортните си постижения Партика получава:

 Кавалерски кръст на Ордена на Възраждане на Полша (5-и клас) през 2008 г.

 Офицерски кръст на Ордена на Възраждане на Полша (4-ти клас) през 2013 г.